# Katapultülés

Katapultálás veszélyesen alacsonyra került F–16-os repülőgépből. A katapultülés mögött és felett látszik a lerobbantott kabintető

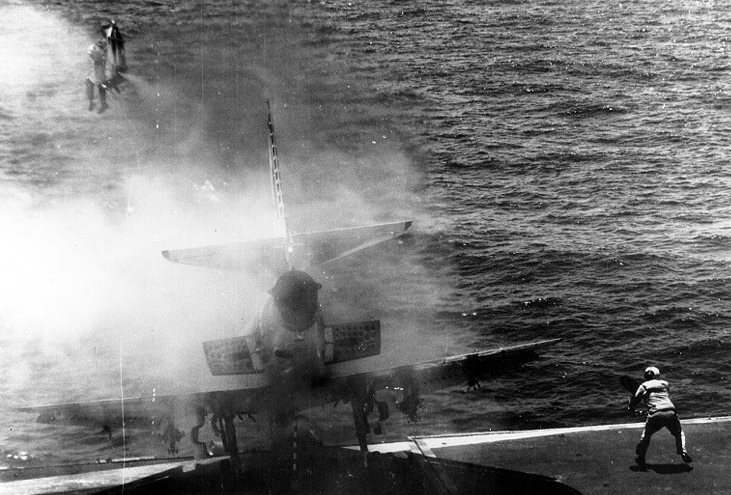
Katapultálás a repülőgép-hordozóról lesodródott A–4 Skyhawk repülőgépből

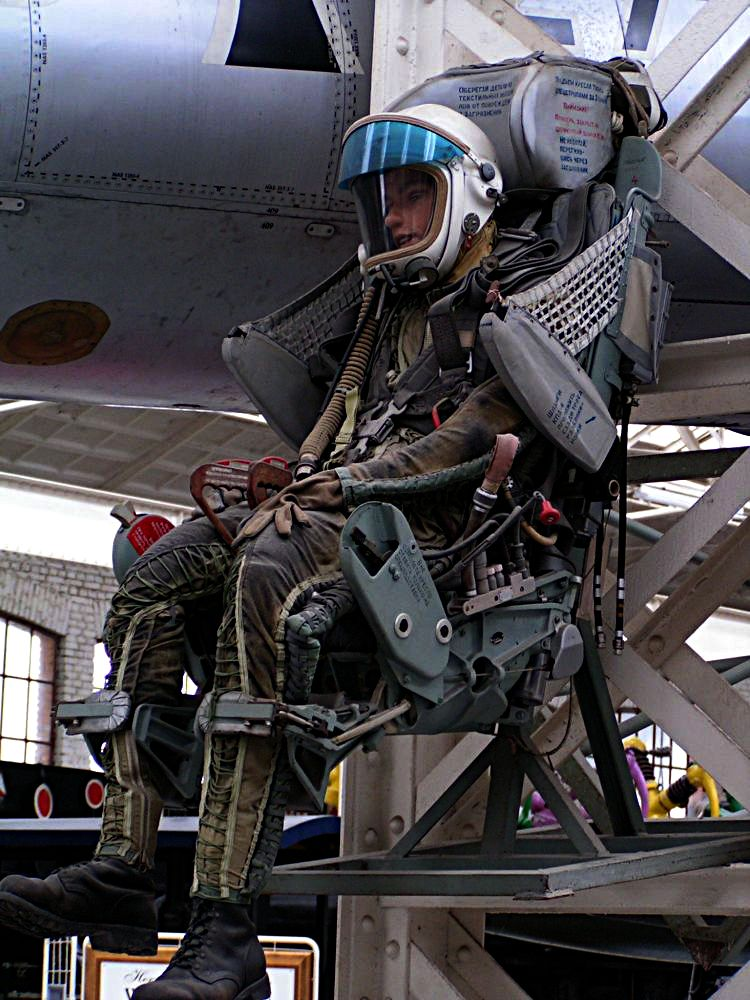
A MiG–21, MiG–23 és MiG–25 repülőgépeken alkalmazott KM–1 katapultülés

A katapultülés a katonai repülőgépeken vészelhagyásra szolgáló szerkezet, amely biztosítja a pilóta számára a gyors eltávolodást a repülőgéptől, a biztonságos földetérést, valamint a segítség megérkezéséig a túlélést földön vagy vízen. Csak veszélyes üzemű repülőeszközökbe, általában katonai repülőgépekbe építik be.
A második világháborúig a pilóták a repülőgépet a pilótakabinból történő kiugrással viszonylag egyszerűen el tudták hagyni, azonban a háború végén megjelent sugárhajtású repülőgépek túl gyorsak voltak, és a gépelhagyás vagy lehetetlen volt, mert a pilóták ki sem tudták nyitni a pilótakabin ajtaját, vagy kiugrásuk után kerültek életveszélybe, mert a repülőgéphez csapódhattak, és nagy magasságban a túl ritka levegő is veszélybe sodorhatta őket.
A legelső katapultülések csak bizonyos repülési sebesség és magasság mellett működtek, majd megjelentek a földön mozgó gépből is működtethető ülések (ilyen például a csehszlovák L–39 Albatros kiképzőgép VSz1–BRI ülése). A jelenleg korszerűnek számító típusok ülése (ilyen például a JAS 39 Gripen Martin-Baker Mk. 10, a MiG–29 K–36, valamint az F–15 és F–16 ACES II ülése) zéró-zéró rendszerű, ezek földön álló gépből (zéró magasság, zéró sebesség) is biztonságosan mentenek.
A katapultálás folyamatát általában egy kar meghúzásával indítják, ezután egy szerkezet összerántja a pilóta kezeit és lábait, hogy ezek meg ne sérüljenek. A pilótakabin tetejét a katapultálás előtt általában lerobbantják, szabaddá téve az ülés útját, de egyes repülőgépeknél (például a helyből felszálló Harriernél) a plexitetőt betörve zajlik le a katapultálás. A repülőgéptől történő biztonságos eltávolodást általában egy szilárd hajtóanyagú kivetőtöltet idézi elő, amely rakétaként működve, az ülést egy sínen gyorsítva lövi ki, általában függőlegesen fölfelé (egyes régi repülőgépeken lefelé). Zuhanás közben általában egy stabilizáló ernyő nyílik ki, nagy magasságból történt katapultálás esetén a pilóta oxigénellátását az ülésbe épített oxigéntartályból oldják meg. Pár ezer méteres magasságban leválik a pilótáról a katapultülés, és kinyílik a fő mentőernyő, amellyel a pilóta földet ér. Vízfelszínre érkezés esetén automatikusan mentőcsónak fúvódik föl. A pilóta megtalálását rádióadó segíti.

## A vészelhagyó rendszer működési elve
A katonai repülőeszközök alaprendeltetésüknek megfelelő tevékenységük jelentős részét az ellenség tűzhatás körzetében folytatják, így könnyebben bekövetkezhet jelentős sérülésük, illetve ennek következményeként irányíthatóságuk teljes vagy részleges elvesztése.
Amennyiben a hajózó személyzet kiképzettsége, a harci sérülés jellege, valamint a repülőeszköz térbeli kényszermozgása lehetővé teszi a bent tartózkodók elhagyhatják azt ejtőernyővel. A sikeres gépelhagyás és az ejtőernyő üzemképessége azonban korántsem elégséges feltétele a biztonságos földet érésnek, mert:
- A –főként harci helikopterek számára repülésbiztonsági szempontból előírt földközeli magasság lehetetlenné teszi az ejtőernyő működésbelépését (kinyílás, belobbanás)
- A merevszárnyú repülőgépek esetében a repülési sebesség növekedése is korlátként jelentkezik, mivel a növekvő torlónyomás a gépet elhagyó hajózót egyre laposabb a kiálló sárkánnyal ütköző pályára kényszerítheti

Valójában a 400 km/h-nál nagyobb repülési sebességeken a fülkéjét elhagyó repülőgépvezetőre , a megnövekedett torlónyomás következtében olyan nagy légellenállási erő hat, amelynek leküzdésére fizikai ereje nem elég, így a gépet sem képes önállóan elhagyni. Az erőkifejtésen kívül további problémaként jelentkezik a test szabadon maradó lágy részeinek védelme, a megnövekedő torlónyomás okozta fizikai behatások.
A veszélybe került repülőgépvezető, sérült, kormányozhatatlan repülőgépét, a leggyorsabban és biztonsággal ülésével együtt segédenergia- rendszerint szilárd hajtóanyagú rakéta- felhasználásával hagyhatja el. A legegyszerűbb szerkezeti felépítésű katapultülés működési elvének lényege, hogy az üléscsészében helyet foglaló repülőgépvezető parancsjelére működésbe lép a pirotöltet és a nagy sebességgel kiterjedő gázok felfelé, növekvő sebességgel ( gyorsulva), elmozdítják a hengerben lévő gázdugattyút a hozzá kapcsolódó üléssel. Az ülés görgőkön gyorsul a fülkébe rögzített „S” hosszúságú vezetősínen, a fülkéből történő kilépése pillanatára, azaz mikor a dugattyú a hengert elhagyja „U” függőleges sebességet biztosít számára. Ekkor az ülés vízszintes sebessége megegyezik a repülőgépével, vagyis „Vrep”.
A katapultülés akkor tekinthető biztonságosnak, ha az ülés a benne lévő repülőgépvezetővel, bármilyen repülési sebességen és magasságon történő katapultálás esetén, legalább hbizt,min=hFV+ 1,5 m Relatív repülési magasságot ér el.
A katapultülés alapvető feladata, a repülőgépvezető előírt sebességgel és gyorsulással történő, sérülésmentes kivetése az irányíthatatlan repülőgépből. A repülőgép vészelhagyása meglehetősen szélsőséges körülmények között történhet ( zuhanás, emelkedés, orsómozgás közben), ami szükségessé teszi különböző- a repülőgépvezető testi épségét védő- alrendszerek, berendezések és tárgyak felszerelését az ülésre.. Ezek kialakításához gondosan mérlegelni kell a végrehajtóra ható stressz tényezőket. Ezek közül a legfontosabbak:
- Indításkor lökésszerű fej-medence irányú túlterhelés
- Torlónyomás az arcon és a mellkason, illetve az ennek következtében létrejövő aerodinamikai fékezés okozta hát-mell irányú túlterhelés
- Hirtelen barometrikus nyomásváltozás
- A gépelhagyást követő kereszttengely körüli forgómozgás okozta túlterhelés
- Földetéréskor a törzset, végtagokat érő ütés

Így a szélsőséges stresszhelyzet miatt fontos, hogy a repülőgépvezető szerepe a katapultálási folyamat során minél egyszerűbb legyen.
A korszerű katapult berendezések működtető mechanizmusa, az ülés indítása előtt általában, piropatronok segítségével- eltávolítja a repülőgépvezető feletti fülketetőt, de lehetséges az üvegezett fülketető üléssel történő áttörése is.
Olyan repülőeszközöknél (hadászati bombázó repülőgép) amelyek rendeltetésszerű feladatukat nagy magasságon teljesítik, lehetséges a törzsből lefelé történő katapultálás is. Nagy repülési sebességeken kisebb túlterheléssel valósítható meg a gépelhagyás, de gurulás közben és földközelben egyáltalán nem- ezért ritkán alkalmazott megoldás.
A katapultülések többségét olyan automatikával szerelik fel, amely érzékeli az indítás pillanatában a repülési magasságot és sebességet. Ennek megfelelően a repülőgép elhagyási folyamat elemeit egyszerűsítheti, vagy túlzottan nagy magasság és sebesség esetén késleltetheti a gépből kirepült ülés mechanizmusainak működésbe lépését.
A katapultálás folyamatának és hatására fellépő stressz-tényezők fegyelembevételével az ülésre a következő alrendszereket illetve berendezéseket kell felszerelni:
- Arcot vagy törzset a levegő dinamikus nyomásától védő szerkezet
- Fej és a gerincoszlop függőleges, az ülés háttámláján megtámasztott, feszített helyzetét biztosító berendezés
- A karok és a térdek fülkekiváltás-keretnek ütközéstől védő támaszok
- A lábak pedáloktól történő bevonását és üléshez rögzítését végző mechanizmus
- Nagy repülési magasságon a repülőgépvezetőt oxigénnel ellátó autonóm rendszer
- Automatikusan működésbe lépő, hosszú működési idejű vészjeladó rádió
- Földetérés után a minimális létfeltételeket biztosító tárgyak ( ivóvíz, önvédelmi fegyver, jelzőrakéta, konzerv, gumicsónak, cápariasztó stb)

A folyamatot megindító működtető kart vagy indító fogantyút többnyire az ülés karfáján vagy a repülőgépvezető lábai között helyezik el, úgy hogy a rendeltetésszerű használat csak optimális testhelyzetben váljon lehetővé. A véletlen működtetés megelőzésére a kar vagy fogantyú meghúzása többnyire mindkét kéz együttes használatát igényli. A katapultálás megkezdése után a kartámasz lecsapódik, így megakadályozzák a kéz illetve a könyök elmozdulását, hasonló a feladata a merevbeépítésű térdvédő támasznak illetve a lábtámasznak. Ide az ülés beindulása után a lábelfogó mechanizmus vonja be és rögzíti a bokát. Az elsütő berendezés üzembe helyezése az indító fogantyú meghúzásával történik.

## Martin Baker Mk10 katapult ülés
A Gripen rendszerbe állításával több olyan fontos eszköz került a magyar légierő állományába, amellyel érdemes külön, részletesebben foglalkozni. Ezek közül az egyik az angol fejlesztésű és gyártású katapult ülés, amely ugyan nem tartozik a legmodernebb típusok közé, de természetesen megfelelő hatékonysággal biztosítja a remélhetőleg soha be nem következő súlyos vészhelyzetekben pilótáink életének megmentését. 
Az angol Martin Baker ha nem is egyeduralkodó, de mindenképpen vezető szerepet tölt be a repülőgép fedélzeti vészmentő rendszerek fejlesztése és gyártása terén. A néhány második világháborús német kísérlettől eltekintve az angol cég volt az első, amely már gyakorlatban is alkalmazható és biztonságos katapult üléseket fejlesztett ki a sugárhajtású harci gépek pilótái számára.
Az túlzás nélkül állítható, hogy a legtöbb tapasztalatot az MB mérnökei gyűjthették össze, mivel az eddig általuk legyártott 70 ezer különféle típusú katapult ülés közül már hétezernél több lett „rendeltetésszerűen” felhasználva.
Az ötvenes évek közepétől tömegesen elterjedő Martin Baker katapultok ma nyolcvan ország nyolcvannyolc repülőgép típusában állnak készen a pilóták életének megmentésére.
Az ezredik, Martin Baker üléssel végrehajtott katapultálásra 1965. május 31-én került sor, amikor a Royal Navy XN648 lajstromjelű Sea Vixen elfogó vadászgépe lezuhant. A két Mk2 típusú ülés kiválóan működött és a pilóta valamint az operátor sértetlenül megúszta az eseményt.  A kétezredik életmentés 1969. március 29-én következett be, Vietnamban. Az amerikai OV-1 Mohawk gépet légvédelmi ágyú találata érte, amit követően a jobb oldalon helyet foglaló megfigyelő sikeresen katapultált MkJ5 ülésével, a pilóta nem. A háromezredik esetre alig több mint két évet kellett várni. 1970. július 20-án ugyancsak Vietnamban találatot kapott az USAF egyik F-4 Phantom vadászbombázója, amelynek jobb szárnya megrongálódott és kigyulladt. Személyzete az MkH7-nek köszönhetően sikeresen megmenekült. A négyezredik Martin Baker ülés 1976. április 21-én mentett életet, amikor bajba került az indiai haditengerészeti légierő egyik már akkor is ősréginek számító De Havilland Vampire típusú gyakorló gépe. Az Mk3-as üléseknek köszönhetően mindkét pilóta túlélte az eseményt, noha a gépelhagyásra kis magasságban és alacsony sebesség mellett került sor. Ötezredszer 1983. február 17-én katapultáltak az angol üléssel. Az olasz légierő F-104S Starfightere kötelék repülés közben az előtte lévő gép gáz-sugarába került, aminek következtében átesett és kormányozhatatlanná vált. Mindössze húsz méteres magasságban repült ki az ülés a pilótával, de ennek ellenére az Mk7 jól működött és szerencsésen végződött az eset. A hatezredik 1990. december 31-én történt, a Bermudák közelében, ahol az amerikai haditengerészet egyik repülőgép hordozójára leszállt egy Grumman EA-6B Prowler elektronikai zavaró gép. A fékhorog rendben beakadt, de a vastag drótkötél elszakadt, és a gép a leszálló fedélzet végén a tengerbe zuhant. A rövid rendelkezésre álló idő ellenére mind a négy hajózó eredményesen katapultált az MkGRU7 ülések segítségével.
Az újabb típusú harci gépek repülésbiztonsága már nagyságrendekkel javult, így a hétezredik MB üléssel történő katapultálásra már 13 évvel később került sor. 2003. június 12-én az angol Royal Navy egyik Sea Harrier gépe a nagyjavítás utáni berepülés közben kormányozhatatlanná vált, ezért a dugóhúzóban zuhanó gépet háromezer méteren elhagyta a pilóta, mégpedig a cikkünk fő témájául szolgáló Mk10-es üléssel. A hatvanas évek második felében volt adott időszak alatt a legtöbb rep esemény és harci veszteség. 1967-ben összesen 494 katapultálás történt MB üléssel, ezen belül júniusban a legtöbb, 63. Ebbe bele játszott az arab-izraeli háború is, amelynek során az izraeli légierő negyven gépet veszített, ezek zöme MB üléssel volt felszerelve. A legtöbb katapultálás 1969. november 22-én történt, aznap 11 pilóta köszönhette életét az angol üléseknek. 
2006 májusában 7153 az aktuális szám, amit napra készen nyilván tart az angol cég, történjen a katapultálás a világon bárhol. Ahogy terjed a női pilóták alkalmazása, úgy emelkedik a katapultálásaik száma is. A gyengébb nemből eddig hatan kerültek be abba az elit klubba, amit annak idején még a cég alapítója, Sir James Martin létesített. A sikeresen katapultált pilóták jogosulttá válnak a cég által adományozott nyakkendő és jelvények viselésére, az emléktárgyakat ünnepélyes külsőségek között személyesen vehetik át. 
A Martin Baker nevéhez több egyedinek számító különleges mentési mód kidolgozása fűződik. Ilyen például a víz alá merült repülőgépből történő menekülést biztosító rendszer, amelyet igény szerint a katapult ülésekbe lehet integrálni. A haditengerészeti légierők számára fontos lehetőség nem egyszerű, de működik, és még az eszméletét veszített pilótát is a felszínre juttatja. A rendszer alapját egy az ülésre vagy a repülőgép kabinjába beszerelt 210 bar nyomású levegő palack képezi, amely egy nyomás érzékelővel lett összekötve. Amint a repülőgép süllyedni kezd, a környező nyomás emelkedik. Ez „elsüti” a palackot, a piropatron által átszakított membránon keresztül a sűrített levegő elindítja a katapultálás folyamatát. Leválik a kabintető vagy típustól függően szétszakad a plexi. A gépből kijutott ülés további működése blokkolt, tehát a gyorsító rakéta nem indul be, a stabilizáló és fő ernyő nem nyílik ki, viszont az ülésbe szerelt légpárnák felfúvódnak a hevederek rögzítésének feloldásával egy időben, és „ellökik” a pilótát, akinek mentőmellénye ekkor szintén automatikusan felfúvódik.
Ugyancsak a Martin Baker szabadalma az automatikus mentőtutaj. Kis magasságú és nagy sebességű katapultálás közben előfordulhat, hogy az idő előtt felfúvódó tutajt letépi a légáramlat, és az a pilótától távol esik a vízbe. Az MB szabadalma alapján kialakított rendszer csak a vízbe érve működteti a széndioxiddal töltött palackot, így a tutaj két másodperc múlva már használható. 
A Martin Baker mérnökei a hetvenes évek elején az addigi kis lépésekkel történő továbbfejlesztés és módosítás helyett nagyobb arányú új munkába kezdtek. Az addigi több mint háromezer katapultálás tapasztalataira alapozva egy az újonnan felmerült igényeknek megfelelő katapult ülés tervezését kezdték meg. A világ több országában is folyt a negyedik generációs új harci repülőgépek fejlesztése, amelyek számára korszerűbb, szélesebb határok között is alkalmazható mentő rendszerek voltak szükségesek. Noha akkoriban már rendelkezésre álltak a „dupla nullás”, megbízható működésű katapultok, azok sok szempontból mégsem elégítették ki az igényeket. Túl nagyok, nehezek és bonyolultak voltak, sűrűn igényeltek karbantartást, élesítésük és működés blokkolásuk számos biztosító tű repülés előtti kivételét, és repülés utáni behelyezését igényelte, stb.
Az új Mk10-es ülés tervezésénél ezért a hiányosságok kiküszöbölése volt az elsődleges szempont, a működési megbízhatóság további javítása mellett. Új fejlesztésű barosztatikus és időzítő rendszert alkalmaztak, áttervezték és megkettőzték a nagynyomású gáz rendszert, egy blokkba „csomagolták” a stabilizáló és fő ernyőket, egyszerűsítették a pilóta rögzítésére szolgáló hevedereket, módosított heveder feszítőket építettek be, bevezették az orosz KM-1-esen akkor már meglévő karrögzítőt, bár más módon oldották meg, csökkentették az ülés tömegét, javítottak a kényelmén és egyetlen biztosító tűt alkalmaztak, amelynek helye a pilóta térdei között lévő kilövő fogantyú alján található.
Az MK10 katapult ülés négy fő részből áll össze. A repülőgép kabinjában marad a fő kilövő munkahenger, amely megkezdi az ülés függőleges gyorsítását. A „háttámla” tartalmazza a megvezető sineket és erre rögzítik alul az üléscsészét, oldalt és hátul a piropatronos működtető rendszert, az oxigén ellátást biztosító palackot, felül pedig a fejtámlában lévő ernyőket. Az üléspárnában helyezték el mentő felszerelést.
Az ülés alján található a gyorsító rakéta. Két blokkban egymás mellett öt öt hosszirányú acélhengerbe ágyazták be a 2,75 kg robbanóanyagot, amelynek égéstermékei két-két ferdén lefelé és oldalra irányuló fúvókán keresztül távoznak. A rakéta 0,25 másodpercig 2050 kp tolóerőt fejt ki, vagyis kb. 18 „g” függőleges túlterheléssel gyorsítja felfelé az ülést. Az üléscsésze magasságától és a pilóta testsúlyától függően állítható a rakéta blokk szöge, hiszen az egyéni adottságok miatt változik az ülés és  a pilóta együttes súlypontja. A pilóta hevedereinek megfeszítését, a karok rögzítését, az egymás után következő folyamatok leműködését összesen 12 piropatron biztosítja, azért ilyen sok, mert minden kettőzött biztonságú. A stabilizáló ernyők nyitását, leválasztását, a pilóta rögzítésének feloldását időautomata szabályozza a magasság függvényében. A lábrögzítés a lehető legegyszerűbb, a kabinpadlóhoz rögzített két vékony heveder másik vége a pilóta lábaihoz kapcsolódik, és amint az ülés felfelé mozdul, a műszerfal alól kihúzza a végtagokat. Amint a lábak az üléshez szorulnak, a kabinpadlón lévő vékony csapszegek elnyíródnak. A pilóta ülésről történő leválasztása közben viszont piropatronos vágóélek oldják fel a hevedereket, karrögzítőket.
Az MK10  működését csak nagy vonalakban érdemes ismertetni, mivel az szinte minden részletében megegyezik a világ más tájain kifejlesztett katapult ülésekével. Csak az egyes működésbe lépési fázisok számszerű értékei eltérőek.
Az ülés szinte még el sem hagyta a bajba került repülőgép kabinját, máris megtörténik a stabilizáló ernyők nyitása, két fokozatban. Ezek alig egy másodperc múlva már feleslegessé is válnak és megtörténik a fő ejtőernyő nyitása feltéve, hogy a katapultálásra kis magasságban került sor. Ha ez kb. 3 km magasság felett történt, akkor az ülés és benne a pilóta stabilizáltan zuhan addig, amíg a barosztatikus berendezés jelére meg nem történik a leválasztó rendszer működtetése és vele párhuzamosan a fő ernyő nyitása. Kis magasság esetén az indító fogantyú meghúzását követően mindössze két másodperccel már nyílik is az ejtőernyő, amely viszonylag kis mérete miatt 7 m/sec süllyedési sebességgel juttatja a földre a pilótát.
Földközelben maximálisan 1150 km/h sebesség mellett lehetséges a gépelhagyás, míg nagyobb magasságban akár 1,8 Mach-nál is biztonságos a katapultálás, ugyanis a ritka levegőben még szuperszonikus sebességnél is kisebb a torlónyomás, mint alacsonyan hangsebesség alatt.
Előfordulhat olyan szélsőséges eset, amikor a gép függőlegesen zuhan, ekkor minimálisan 700 méteres magasság szükséges az ülés biztonságos leműködéséhez és az ernyő nyitásához. Ha a gép háton repül, akkor minimálisan száz méteren is el lehet hagyni.

Az Mk10 katapult ülés az előzetes várakozásoknak megfelelően szerepelt a kísérletek során, és 1973-ra készen állt a sorozatgyártásra. Akkor még nem tudhatták a Martin Baker mérnökei, hogy a legsikeresebb típusukat hozták létre, amelynek gyártási mennyisége a legnagyobb lett.
Napjainkban 51 ország légierejében 46 gép típus repül Mk10-es ülésekkel, és ez a szám még bővülhet, hiszen az újabb, már mikroprocesszoros vezérlő rendszerrel ellátott korszerűbb ülések sokkal drágábbak. Nem véletlen, hogy az amerikai légierő a korszerűsítés alatt álló szuperszonikus T-38 Talon gyakorló gépei számára is az Mk10-eseket rendelte meg.
Ezek a katapultok találhatók meg a Tornado, Hawk, F/A-18 (nem az összes változatban) Harrier, Mirage 2000, AMX, MB-339, CASA-101 gépek mellett a jugoszláv Orao, Super Galeb, román IAR-93 és 99, valamint több olyan kínai harci gépben, amelyeket exportra gyártottak.
Természetesen a különböző repülőgép típusokhoz készült Mk10-esek kisebb-nagyobb mértékben különböznek, hiszen más a rendelkezésre álló hely, máshol vannak az oxigén, rádió, „G”-ruha csatlakozók, stb.
A hetvenes évektől kifejlesztett svéd Gripen számára is az akkor rendelkezésre álló legkorszerűbb katapult ülést, az Mk10-est választották. Erről 1983 májusában született szerződés, ami az együléses JAS-39A változathoz igényelte a mentő rendszert.
A svéd repülőgép sajátosságai miatt az S10LS változatot dolgozták ki, amely tovább csökkentett, mindössze 80 kg-os tömege mellett úgy lett kialakítva, hogy a pilóta 27 fokos szögben hátra döntve helyezkedjen el, mégis kényelmesen elérje a középen lévő „joystick” botkormányt. Mint emlékezetes, néhány évvel azelőtt az F-16-osnál éppen azért tervezték a jobb oldali kezelőpadra a botkormányt, mert az ACES II katapult ülést 30 fokos szögben döntötték hátra. Ez ugyanis megkönnyíti a pilóták számára a manőverezés közben fellépő túlterhelés elviselését. Mivel az eredeti ejtőernyő irányíthatósága nem volt kielégítő, ezért a svédek az angol gyártmányú GQ Aeroconical típust rendelték meg, amelynek süllyedési sebessége ugyan még mindig magas volt, de a pilóta a zsinórzattal irányíthatta, és nagyobb eséllyel érhet földet erre alkalmas helyen.
A katapultálás során értékes tizedmásodperceket vesz igénybe a kabintető eltávolítása. Egyre több repülőgépnél ezért nem vesztegetik ilyen bonyolult rendszerre a pénzt és az időt, hanem a plexi áttörésével biztosítják a gép elhagyását. Ezt a megoldást  választották a Gripen tervezői is. A kilenc milliméter vastag plexi azonban komoly sérülést okozhat a pilótának, ezért egy speciális pirotechnikai rendszert alakítottak ki, amely a katapultálás kezdetén széttöri a kabintetőt. A keret szélén körben és felül a hossztengellyel párhuzamosan fut a plexibe ágyazott MDC (Miniature Detonating Cord) csővezeték, amelybe a katapultálás megkezdésekor egy piropatron felrobbanásakor keletkező nagy nyomású gázt vezetnek. A csővezeték a nyomás hatására kitágul , és szétrepeszti a plexit, amelynek két nagyobb tábláját és a az apró törmeléket a belső túlnyomás kifelé repíti, szabaddá téve az ülés és a pilóta útját.
Az S10LS ülés sztatikus próbái 1985 júniusában kezdődtek meg a Martin Baker kísérleti telepén, a rakétaszánnal végzett nagy sebességű próbákhoz azonban szükség volt az eredetivel azonos kabin makettre. A Saab 1986 márciusában szállította Angliába az együléses változat kabinját, amelynek felhasználásával sikeresen zárultak a tesztek, a katapult ülés megkapta a hivatalos jóváhagyást. A Gripen kétüléses változata csak évekkel az „A” után állt készen a berepülésre, és természetesen ehhez is szükség volt további katapult tesztekre. A kétüléses gépeknél ugyanis a gép vészelhagyásának folyamata némileg különbözik. Gondoskodni kell ugyanis a megfelelő sorrendről, ami adott esetben más is lehet, mint a megszokott. A leggyakoribb esetben először mindig a hátsó ülés repül ki a gépből és csak ezt követően kerülhet sor az elöl helyet foglaló pilótára. A kétüléses Gripen azonban rendelkezik egy szelektorral, ami megváltoztathatja a sorrendet. Pl. ha csak egy pilóta tartózkodik a gépen, az első ülésben, akkor felesleges időveszteség lenne a hátsó ülés eltávolítása.
A Saab ugyanazt az orr makettet alakította át kétülésesre, amelyet az első tesztekhez adtak kölcsön a Martin Baker-nek. 1993 júliusától folytak a rakétaszán pályán a kísérletek a némileg módosított S10LS ülésekkel, amelyek rakéta fúvókáit kissé átalakították. A kb. 10%-al nagyobb tolóerejű rakéták közül az első ülés alatt lévő emelkedés közben aszimmetrikusan balra, a hátsó pedig jobbra módosítja a röppályát, így a két ülés a felső holtponton kb. húsz méterre kerül egymástól, vagyis nem ütközhetnek össze.
A tesztek során egy érdekes problémára derült fény. Kis magasságban és nagy sebességnél az első kabintető plexi törmelékének egy részét a hátul ülő pilótára vitte a légáramlat, ami sérüléseket okozhatott volna. Ezért a Saab kidolgozott egy légzsákot, amely néhány tizedmásodpercre felfúvódik és megvédi a hátul ülő pilótát. Az autókkal ellentétben nem is érintkeznek fizikailag, a légzsáknak csak a plexi darabok elterelése a feladata. Nagyobb magasságban a ritkább levegőben már kisebb a veszély, így 3 km felett már nem is kell alkalmazni.
Az S10LS képességeire sajnos nagyon hamar szükség lett. A Gripen 39.102 számú első szériapéldánya részt vett 1993. augusztus 8-án a stockholmi „vízi fesztiválon” Lars Radestrom vezetésével. A „fly-by-wire” kormányvezérlő rendszer szoftver hibája miatt a gép egy manővert követően kormányozhatatlanná vált, elveszítette sebességét és átesett. A zuhanó gépből a pilóta sikeresen katapultált, ez volt MB üléssel a 6335-ik eset. Azóta két további Gripen baleset történt, mindegyiknél sikeresen megmenekültek a pilóták.
Az S10LS sorozatgyártása most is folyik, az együléses Gripen-ek számára készülő változatok szinte azonosak a kétülésesek számára készülő hátsó elhelyezésűekkel, míg a B és D gépek első ülése némileg eltér, ez külsőre is látszik ugyanis a fejtámlán felül magasabb plexi törő „sarkantyúkat” helyeztek amelyek az MDC rendszer hibája esetén törik át az üvegezést.
Az Mk10 és változatai előnyös tulajdonsága, hogy a karbantartás igénye alacsonyabb, mint az előző generációs üléseké. Mindössze két évente kell végrehajtani egy alaposabb, egy napos ellenőrzést. A piropatronok és a gyorsító rakéta természetesen szigorú üzemidő korlátokkal használható, az utóbbit tíz év után kell újra cserélni.
A magyar légierő számára gyártott gépek számos fődarabja nem új állapotú, mivel eredetileg használt példányok bérléséről volt szó. Vonatkozik ez a katapult ülésekre is, amelyek között vannak 1994-es gyártásúak is. Ezek élettartama azonban remélhetően „kihúzza” a gépek selejtezéséig, ellenkező esetben komoly költséggel jár majd a pótlásuk. 

## KM-1M katapult ülés
A KM-1M katapultülés egy teljesen automatizált mentési mechanizmussal felszerelt 135 kg össztömegű rakétahajtású pilótamentő rendszer, mely egyrészt biztosítja a repülőszemélyzet stabil helyzetét a repülőgép fülkéjében, illetve lehetővé teszi a gépszemélyzet számára a repülőgép vészhelyzeti biztonságos elhagyását 0 és 20.000 m magasság illetve 130-1200 km/h sebesség között. Az ülés nem „duplanullás”, ugyanis az ülés fő ernyőjének biztonságos belobbanásához minimum 130 km/h sebesség szükséges a földön.
Magyarországon a KM-1M katapult ülést a MiG-21MF, MiG-21UM, MiG-21bisz, MiG-23MF és a MiG-23UB típusú repülőgépekben használták, 1971 és 1996 között.
Az ülés első használatára 1975. december 18-án került sor, amikor a 8112-es oldalszámú MiG-21MF típusú vadászrepülőgépből Talán László százados hajtott végre sikeres gépelhagyást. A típus legutolsó használatára, 1996 szeptember 18-án került sor, amikor az 5822-es oldalszámú MiG-21bisz-ből katapultált szintén sikeresen Dobay Attila százados.
A Magyarországon rendszeresített 50 db MiG-21MF-ből, 9 db semmisült meg, három pilóta halálát okozva. A 27 db kétüléses MiG-21UM-ből, 6 db zuhant le, hat fő hajózó vesztette életét. Ennél a típusnál volt két baleset, amikor a személyzet első kabinban ülő tagja nem élte túl a katasztrófát. Két esetben mindketten sikeresen katapultáltak, de sajnos két katasztrófában mindkét hajózó életét vesztette. A 62 db MiG-21bisz változatból 20 db repülőgép semmisült meg, a balesetekben három pilóta vesztette életét. A 12 db MiG-23MF-ből három gép zuhant le, egy fő repülőgép vezető halt meg. A 4 db kétüléses MiG-23UB oktató repülőgépből kettő semmisült meg, négy fő hajózó halálát okozva, így kimondhatjuk, hogy ennek a géptípusnak volt a legrosszabb baleseti statisztikája.
A KM-1M rendszeresítésének 25 éve során összesen 48 alkalommal hajtottak végre a típussal katapultálást a Magyar Légierőben, melyekből 31 esetben volt sikeres a gépelhagyás, de sajnos 17 esetben tragédia történt. A sikertelen katapultálások nagy száma nem az ülésnek volt köszönhető, hanem a szerencsétlenségeket előidéző okoknak és körülményeknek.

## Külső hivatkozások
- Ejection-history.org.uk (angol nyelven). (Hozzáférés: 2008. november 13.)

## Forrás
https://www.reptar.hu/repulogepeink/km-1m-katapultules.html
https://www.superfighter.hu/Article/AMartinBakerMk10katapultls/index.html
LJMU jegyzet 2018/vészelhagyó rendszer
1. ↑   LJMU jegyzet 2018